# Bentec
Die in Bad Bentheim an der Deilmannstraße ansässige Bentec GmbH Drilling & Oilfield Systems wurde 1994 als eigenständige Tochtergesellschaft innerhalb der KCA-DEUTAG-Gruppe gegründet und geht aus der 1888 entstandenen Carl Deilmann Bergbau und Tiefbau hervor.
Der Hersteller von schweren Landbohranlagen und deren Equipment eröffnete im Jahr 1995 einen weiteren Standort in Aberdeen, Schottland. Weitere Vergrößerung des Unternehmens fand im laufend in den letzten Jahren statt.
Im Oktober 2001 wurden die Bentec GmbH und die DEUTAG von der Abbot Group übernommen, dennoch blieben sie innerhalb dieser Gruppe eigenständige Unternehmen. 2008 wurde die Abbot Group von der First Reserve Corporation übernommen.
Im Jahr 2001 erzielte das Unternehmen Bentec GmbH einen Umsatz von 27 Millionen Euro.
Der Hersteller vergrößerte sich erneut im Jahr 2003 und ließ eine weitere Niederlassung in Moskau einrichten. Um den Service auch in Russland, dem mittleren Osten und Afrika zu gewährleisten, gründete das Unternehmen im Jahr 2005 das Joint-Venture IDTEC in Oman. Damit die Bentec GmbH die Nachfrage weiterhin bewältigen konnte, investierte sie 2007 mehr als 20 Millionen US-Dollar in eine neue Niederlassung in Tjumen, Russland, um hier neue Produktionsstätten zu errichten.
2009 machte das Unternehmen mit 377 Mitarbeitern 139 Millionen Euro Umsatz. Bis heute ist der Arbeitgeber von rund 400 Mitarbeitern und 70 Auszubildenden in Deutschland einer der größten Ausbildungsbetriebe der Grafschaft Bentheim.
Infolge des Preissturzes von Rohöl seit 2014 geriet das Unternehmen in Schwierigkeiten. Der Umsatz sank auf etwa 63 Mio. Euro im Geschäftsjahr 2016. Das Unternehmen musste 2016 rund 100 Arbeitsplätze abbauen.